# TypePad
TypePad est un service de blogs conçu par la société Six Apart.
Lancé en octobre 2003, TypePad était originellement basé sur la plate-forme de Six Apart, Movable Type, reprenant de nombreuses spécificités de Movable Type, mais a été largement adapté pour convenir à n'importe quel utilisateur. Ainsi, il inclut de nombreux dispositifs comme le support des blogs collaboratifs pour permettre à plusieurs auteurs de partager le même blog, la présence d'albums photo ou encore le moblogging. Il est disponible dans de nombreuses langues, dont le français, et propose trois niveaux d'inscription.
TypePad est utilisé par de nombreuses sociétés et organisations pour héberger leurs blogs, comme les médias ABC, MSNBC et  CBC en Amérique du Nord, ou TSR, la BBC et Sky News en Europe.